# Bob Cole
Robert Allen Cole Jr. (Athens, 1º luglio 1868 – 2 agosto 1911) è stato un compositore, attore, drammaturgo produttore teatrale e regista statunitense.

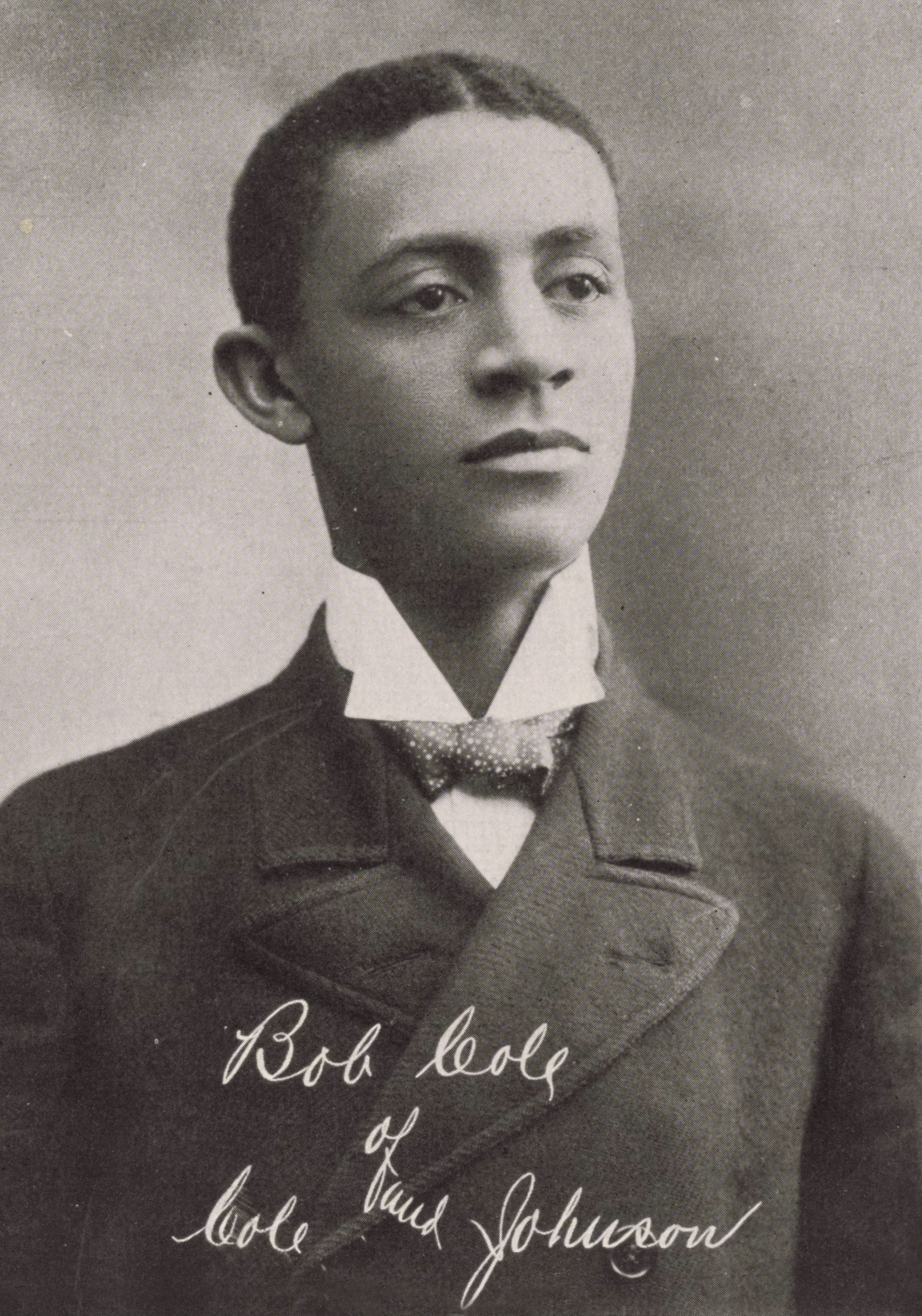
Bob Cole, ca. 1898

In collaborazione con Billy Johnson, scrisse e produsse A Trip to Coontown (1898), il primo musical interamente creato e prodotto da showmen neri. Anche la canzone popolare La Hoola Boola (1898) fu il risultato della loro collaborazione. Cole in seguito collaborò con i fratelli J. Rosamond Johnson, pianista e cantante, e James Weldon Johnson, pianista, chitarrista e avvocato, creando più di 200 canzoni.
Il loro vaudeville comprendeva brani classici per pianoforte e i loro musical contenevano testi sofisticati senza i soliti stereotipi come "hot-mamas" e stereotipo dell'anguria. Il successo consentì a Cole e Rosamond di girare l'America e l'Europa con il loro spettacolo. Le canzoni più popolari del trio erano "Louisiana Lize" e "Under the Bamboo Tree" (1901?). I loro musical di maggior successo furono The Shoo-Fly Regiment (1906) e The Red Moon (1908, scritto senza Weldon).
Cole fu preminente nel mondo del teatro musicale nero sia come compositore che come interprete. Le sue abilità nella recitazione, nella scrittura e nella regia sono state portate alla ribalta attraverso i suoi primi lavori: in primo luogo produsse il musical nero "A Trip to Coontown" con Billy Johnson, seguito dalla produzione di canzoni popolari come "Under the Bamboo Tree", in collaborazione con J. Rosamond Johnson. Cole si suicidò annegandosi in un torrente nei monti Catskill nel 1911 dopo un esaurimento nervoso e un periodo di depressione che era peggiorata nel 1910.

## Biografia
Come affermato nel libro di Thomas L. Riis Bob Cole: His Life and His Legacy to Black Musical Theatre, sono noti pochi dettagli della vita di Cole prima del passaggio allo sviluppo dei musical neri.
Il compositore era nato ad Athens, in Georgia, dove suo padre (Robert Allen Cole, Sr.) e sua madre (Isabella Thomas Weldon) si stabilirono dopo la libertà concessa ai neri attraverso la proclamazione dell'emancipazione. Sebbene Athens fosse stata distrutta dalla guerra nel sud e dall'ambiente razzista della società meridionale dell'epoca, divenne una città prospera con importanti famiglie afroamericane; barbieri, fabbri, calzolai e altri artigiani della comunità erano neri. Il popolo di Athens sviluppò uno dei primi giornali neri, evidenziando il progresso dell'istruzione dei neri alla fine del XIX secolo. Il padre di Cole approfittò delle opportunità offerte da Athens e divenne famoso grazie al suo attivismo politico durante l'era della ricostruzione del sud. Il ruolo politico di Robert Cole fu di aver influenzato le convinzioni di suo figlio, soprattutto per quanto riguardava le condizioni della razza afroamericana. Durante il suo coinvolgimento in politica, dal 1867 al 1873, Robert Cole divenne parte degli ateniesi neri e assistette la legislatura statale della Georgia. Alla fine, il padre di Bob Cole, con la sua parte politica in secondo piano, divenne un falegname, sostenendo la sua famiglia e la sua casa in Broad Street.
Bob era il primogenito, seguito da altri cinque fratelli. La sua famiglia aveva una tradizione musicale; entrambi i suoi genitori erano ballerini (Robert Cole, Sr., suonava anche la batteria) e tutti i bambini della famiglia venivano educati a suonare alcuni strumenti musicali. Bob iniziò a suonare diversi strumenti, come il banjo, il pianoforte e il violoncello, e creò la sua band di famiglia con il supporto delle sue sorelle. All'età di quindici anni ebbe un violento confronto con il figlio del sindaco di Athens, e dovette fuggire dalla città per vivere presso dei lontani parenti, da parte di madre, in Florida. Poco tempo dopo ritornò in famiglia dopo che i genitori si erano trasferiti ad Atlanta. Lì Bob poté frequentare la scuola elementare e forse la scuola superiore, tuttavia non terminò gli studi. Invece di iscriversi a un college, trovò un lavoro all'Università di Atlanta, che divenne la sua approssimazione dell'esperienza studentesca. Parlando con sua sorella fu in grado di acquisire una grande quantità di conoscenze grazie al suo ambiente ricco di conoscenze.
Sempre concentrato sul mondo della musica e seguendo le sue inclinazioni musicali, si trasferì in Florida, dove ebbe modo di essere coinvolto in un piccolo quartetto d'archi per un breve periodo di tempo. Successivamente, lavorò in un hotel ad Asbury Park, nel New Jersey, come "fattorino cantante". Successivamente si trasferì a Chicago dove divenne una specie di comico: raccontava barzellette, cantava e suonava la chitarra in diversi club della città. Il suo interesse per le commedie di vaudeville e il successivo genere musicale nero (comprese le "canzoni di coon") ebbero origine dal suo lavoro con il suo pari Lew Henry, che era anche uno showman dilettante. Questi due giovani attori tentarono di creare insieme un atto di vaudeville che non ebbe successo e presto si concluse. Dopo il suo tentativo fallito nel campo della recitazione nel vaudeville, si recò a New York, area preminente per gli attori alle prime armi alla ricerca di lavoro in teatro o di qualsiasi cosa relativa ai generi teatrali, e strinse un'alleanza con Pete Staples, che era ben noto nella sua interpretazione di un mandolinista. Così divenne la controparte comica di Staples nel loro duo, ma la collaborazione terminò molto presto. A causa della mancanza di informazioni sui dettagli dell'esperienza di Bob Cole nella recitazione e nella musica, compresa la sua prima formazione, non ci sono informazioni concrete su come sia poi diventato il principale compositore e imprenditore nero nei musical neri. Sebbene sembrasse essere concentrato sull'aspetto comico e buffonesco del teatro e della recitazione afroamericani, non si sottometteva alla norma di essere coinvolto nei cosiddetti "spettacoli di medicina" o nel circo, a differenza dei suoi predecessori. Piuttosto che limitarsi all'uso tradizionale del trucco "blackface" dei primi spettacoli di menestrelli neri, negò l'uso degradante di tale materiale e si discostò dall'intrattenimento convenzionale afroamericano; così, iniziò a produrre il proprio intrattenimento attraverso una partnership o semplicemente come solista.
Venendo da una piccola famiglia nera e guadagnando gradualmente popolarità agli occhi del pubblico, iniziò a crescere nel campo dei musical neri. Pochi anni dopo, intorno al 1890, con il supporto della ditta Will Rossitier di Chicago, presentò le sue due canzoni legalmente pubblicate: "Parthenia Took a Likin' to a Coon" e "In Shin Bone Alley". I titoli danno l'idea generale e il tono delle canzoni: Cole vi aveva incorporato la sua natura comica e aggiunto un tono da menestrello alle sue canzoni. La sua ascesa gli consentì presto ulteriori opportunità; per esempio, fu presto assunto come comico dall'imprenditore bianco, Sam T. Jack, che creò il Creole Show che si concentrava sulla interpretazione di donne nere, cosa estremamente rara all'epoca; inoltre, nel suo movimento verso la rottura della norma, lo spettacolo aveva infranto l'uso di stereotipi neri nei tipici spettacoli di menestrelli, che includevano la negazione della consueta trama ambientata in una piantagione di schiavi. Allontanandosi dai tradizionali spettacoli di menestrelli, la produzione di Sam T. Jack fu prevalentemente influenzata dagli stili del vaudeville (con maggiore attenzione alla bellezza e agli aspetti esotici delle ballerine), facendo rivivere la passerella e aggiungendo passaggi fantasiosi. Il ruolo di Cole nel Creole Show guadagnò presto popolarità ed egli passò da un normale attore comico a protagonista dello spettacolo. Il suo successo al Creole Show, indicato dalla sua popolarità tra il suo pubblico che lo portò a una promozione, lo spinse a creare il suo personaggio teatrale, che avrebbe portato avanti per altri sette anni: Willy Wayside, il vagabondo dai baffi rossi.
Nel 1896, con il progredire della sua fama, produsse quattro "Genuine Negro songs by a Genuine Negro Minstrel" che furono pubblicate da Brooks e Denton di New York e Londra. Queste quattro canzoni erano: "Fly, fly, fly", "Move up, Johnson", "Colored aristocracy" e "Dem golden clouds". La popolarità e la celebrità di Cole iniziarono ad accelerare grazie al suo coinvolgimento in produzioni di prim'ordine, come "Black America". Presto fu promosso e divenne scrittore e direttore di scena per il Creole Show. All'inizio degli anni 1890, collaborò professionalmente con la sua futura moglie, Stella Wiley, una ballerina del Creole Show. La sua collaborazione lo portò a recitare in spettacoli dal New England a New York. Intorno al 1894 fondò la All-Star Stock Company, un progetto che gli permise di formare un gruppo di attori, comici e cantanti professionisti. La prima produzione di questo gruppo si chiamava Georgia 49, che includeva John Isham. Non c'era una descrizione o una sinossi dello spettacolo vero e proprio come riferimento futuro.
Successivamente divenne un attore importante nei primi spettacoli dei Troubadours di Black Patti nel 1896. I Black Patti Troubadours erano un gruppo di vaudeville americano fondato da Sissieretta Jones ("The Black Patti"); le loro esibizioni consistevano in canzoni di menestrelli blackface e "canzoni di coon", anche con acrobati e comici. L'associazione di Cole con questo gruppo gli consentì di essere coinvolto negli spettacoli di Isham attraverso l'unione dei due gruppi: gli spettacoli associati consistevano principalmente in sketch comici, atti di specialità di vaudeville (ad esempio giocolieri, cantanti e comici) e terminavano con una varietà di opere liriche come cantanti. Cole gestì il suo spettacolo Troubadour in cui interpretava Willy Wayside (in questo caso, il suo personaggio era il vagabondo) in "At Jolly Coon-ey Island" dove eseguiva un duetto con Stella Wiley. La scenetta incorporava due delle sue canzoni: "4-11-44" e "The Four Hundred's Ball". Sebbene fosse diventato il miglior interprete tra i suoi coetanei, i suoi contributi significativi ai Troubadours non si tradussero in una paga più alta e lasciò la compagnia, portando via le sue sceneggiature e le canzoni. Denunciato come ladro e piantagrane dai manager bianchi dell'azienda, Voelckel e Nolan, la sua reputazione venne danneggiata e nessun direttore di produzione era disposto ad ingaggiarlo. Cole fu così costretto a pubblicare canzoni con uno pseudonimo usando il nome Will Handy per i suoi lavori successivi.
Fondò presto la sua società di produzione nera con il gruppo di artisti che avevano lasciato i Troubadours. Oltre a ciò, nel 1898, assieme a Billy Johnson e Will Accooe scrisse i testi e la musica di A Trip to Coontown, che era la versione più lunga dei programmi musicali che aveva scritto in precedenza. La produzione divenne la presunta prima commedia musicale nera. Il musical, composto solo da attori neri e incentrato sui tradizionali stereotipi dei menestrelli, approfondiva la storia di un artista della truffa, Jimmy Flimflammer, e dei suoi tentativi falliti di derubare un anziano della sua pensione. Inoltre, al fine di mantenere l'interesse del pubblico, lo spettacolo includeva anche spettacoli di varietà, o comici, per animare la serata.
Alcuni possono sostenere, come affermato in The Origin and Development of the Black Musical Theatre: A Preliminary Report di Eileen Southern, che A Trip to Coontown non fu il primo spettacolo musicale dominato dai neri prodotto all'epoca. Poiché i musical neri furono originati da diversi generi di intrattenimento teatrale - l'opera ballata, la stravaganza musicale, l'opera comica, lo spettacolo di menestrelli e lo spettacolo di varietà - c'è un argomento plausibile sul fatto che le precedenti compagnie nere del XIX secolo potrebbero aver creato tali rappresentazioni teatrali, e A Trip to Coontown non sia stato il primo musical nero.
Lo spettacolo venne presentato in anteprima a South Amboy, nel New Jersey, il 27 settembre 1897. Andò incontro a un processo e a polemiche, e fu bandito dalla rappresentazione negli Stati Uniti; tuttavia, in seguito, guadagnò popolarità nei teatri canadesi e successivamente venne ripreso e rappresentato a New York. I promotori teatrali Klaw ed Erlanger interruppero l'ostracismo a Cole e contribuirono a rappresentare lo spettacolo. Tuttavia, sebbene la precedente immagine negativa di Cole fosse stata estinta con l'aiuto di Klaw ed Erlanger, i Troubadours di Black Patti tentarono comunque di rovinare la sua carriera competendo direttamente con la sua stessa società di produzione. I Troubadours pianificarono i loro spettacoli in modo coerente con la presentazione di Cole di A Trip to Coontown, tentando di rubare la scena.  Tuttavia, c'erano poche prove che dimostrassero l'azione fraudolenta di Cole. Egli fu in grado di scansare i piani dei Troubadours ma non di evitare la causa contro la sua azienda da parte di Levitt, che finì con una multa di $ 1000 inflitta a Cole e Johnson. La compagnia di Cole dovette affrontare diverse prove, tra cui litigi su finanze e trasporti; inoltre, la competizione dell'organizzazione Black Patti fu una battaglia continua. Il gruppo di Cole ebbe successo grazie alle sue capacità nella gestione e alla sua inventiva nel mondo dello spettacolo nero. Nel 1900, A Trip to Coontown interruppe la sua produzione e la collaborazione tra Cole e Billy Johnson terminò a causa dell'alcolismo di quest'ultimo o dei mutevoli ideali di Cole nei musical neri: desiderava sperimentare un altro percorso nelle commedie di vaudeville e nella scrittura di canzoni

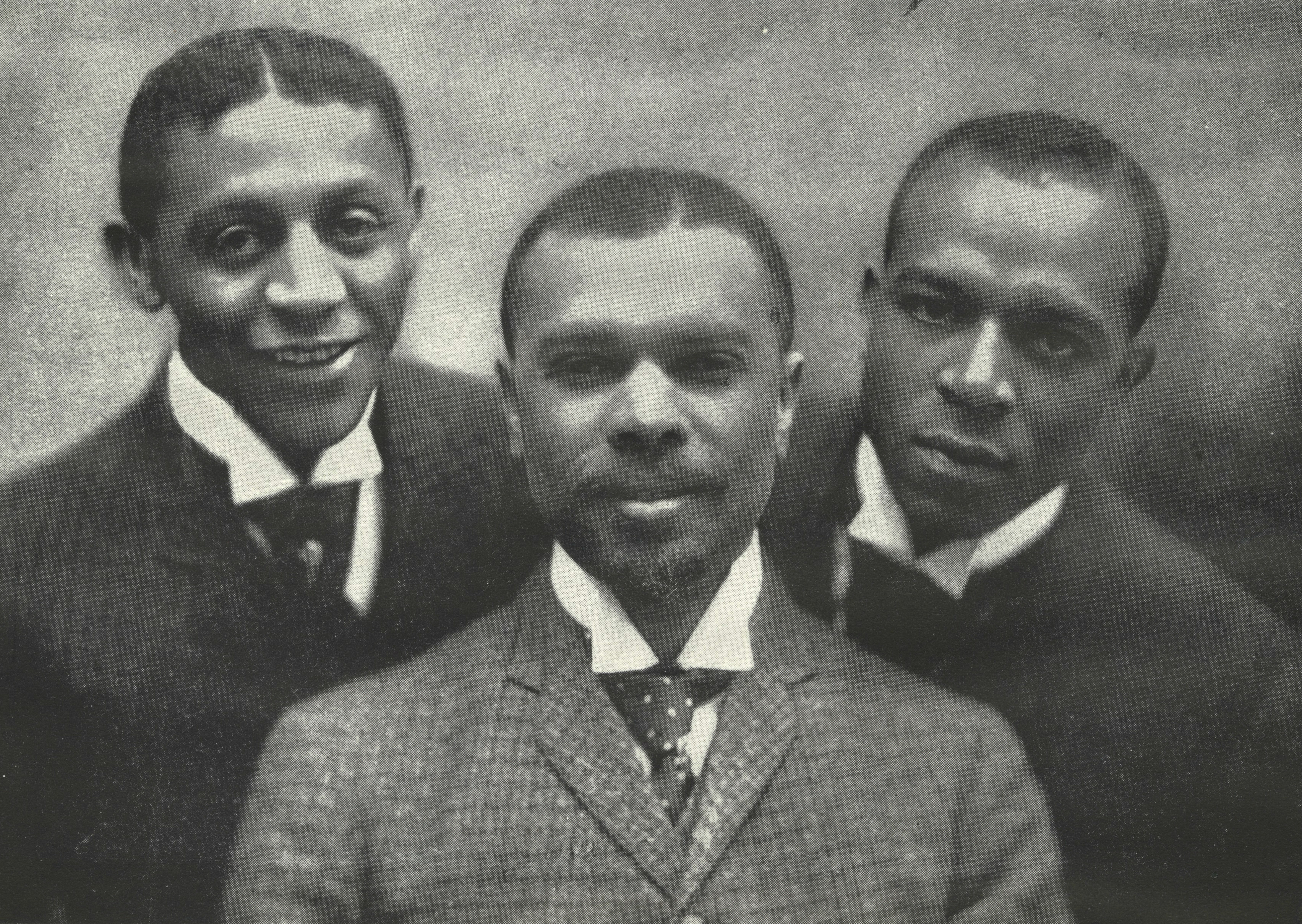
Cole, Johnson e Johnson

Nel 1899 Cole incontrò due fratelli di Jacksonville, in Florida, che aprirono la strada al resto della sua carriera nel mondo dello spettacolo: la sua collaborazione con James Weldon Johnson e J. Rosamond Johnson, in particolare J.R. Johnson, durò fino alla sua morte nel 1911. Come sosteneva Thomas L. Riis, "l'associazione di Cole con i fratelli Johnson indicava che si stava allontanando dalla composizione di coon-song" (140). C'erano poche prove sul motivo del drastico cambiamento di Cole dalle tradizionali "canzoni dei coon"; una possibile ragione era che voleva attirare il pubblico d'élite nelle sue opere. Evitò di riproporre il suo personaggio di Willy Wayward e adottò un atteggiamento più dignitoso e rispettabile. È possibile che la sua transizione sia stata influenzata dai suoi partner, entrambi laureati, e dalle sue stesse nozioni politiche all'epoca. Di conseguenza, la collaborazione dei due (Cole e Johnson) portò alla creazione di atti di vaudeville di alta classe che incorporavano eleganza e raffinatezza, tutti eseguiti in abiti da sera.
Si può percepire che Cole fosse impegnato nelle questioni politiche e sociali dell'epoca, indicate dalla sua transizione che alterava l'immagine nella creazione di spettacoli per l'élite. Inoltre, il suo interesse per la politica nera venne rivelato dal suo album, che non era pieno di ritagli di giornale del suo stesso successo nel mondo dello spettacolo nero, ma piuttosto consisteva principalmente in ritagli dell'Affare Waller. Questo processo prevedeva l'incarcerazione di John L. Waller a seguito di scontri politici tra Madagascar e Francia, in cui gli imperialisti francesi, che affermavano di proteggere il Madagascar, non sostenevano gli sviluppatori neri. La corte marziale francese accusò Waller di aver divulgato informazioni al nemico (Madagascar) durante la guerra e lo condannò a vent'anni di reclusione. Cole si identificò con Waller; erano entrambi attivisti che protestavano contro le disuguaglianze afroamericane e credevano nell'aiutare i propri simili. Sebbene dall'esterno sembrasse essere uno showman spensierato il cui unico scopo era quello di essere famoso tra menestrelli neri e nelle commedie di vaudeville, organizzava i suoi spettacoli molto meticolosamente e poneva molta attenzione in ogni dettaglio e aspetto delle sue produzioni. Ad esempio, considerava l'esatto tempismo delle sue canzoni, inclusa la corretta esecuzione di ogni parte dello spettacolo.
Molte delle canzoni composte dalla squadra Cole-Johnson vennero poi introdotte in spettacoli più importanti di Klaw ed Erlanger. Gli spettacoli di questi ultimi attiravano il pubblico bianco, consentendo alle canzoni dei compositori neri di essere conosciute in tutta la comunità bianca. Inoltre, concentrandosi sulla raffinatezza delle canzoni rispetto ai lavori precedenti, i testi evitavano le descrizioni stereotipate dell'aggressivo uomo di colore; invece fornivano un'atmosfera sentimentale, romantica e persino malinconica. Inoltre, deviando dalle tradizionali "canzoni dei coon", l'umorismo nelle opere di Cole e Johnson era più umano: non includevano i soliti commenti razziali e gli stereotipi afroamericani. In generale, i loro spettacoli erano più sofisticati e si concentravano principalmente sulla comprensione degli interessi della classe d'élite. Il successo delle loro canzoni nacque dal talento di entrambi i partner: Rosamond Johnson apportò la formazione musicale avanzata e le abilità nelle tastiere, mentre Cole mise il suo talento innovativo nello scrivere nuovi pezzi. Si potrebbe dire che la loro collaborazione alterò il percorso dell'intrattenimento nero e successivamente spostò gli interessi del pubblico verso un tipo più raffinato di musica nera. Non solo Cole e Johnson cambiarono i gusti del pubblico nei confronti della musica nera, ma tentarono anche di educare il pubblico attraverso le loro canzoni e cercarono di prevenire la regressione verso le degradanti "canzoni dei coon".

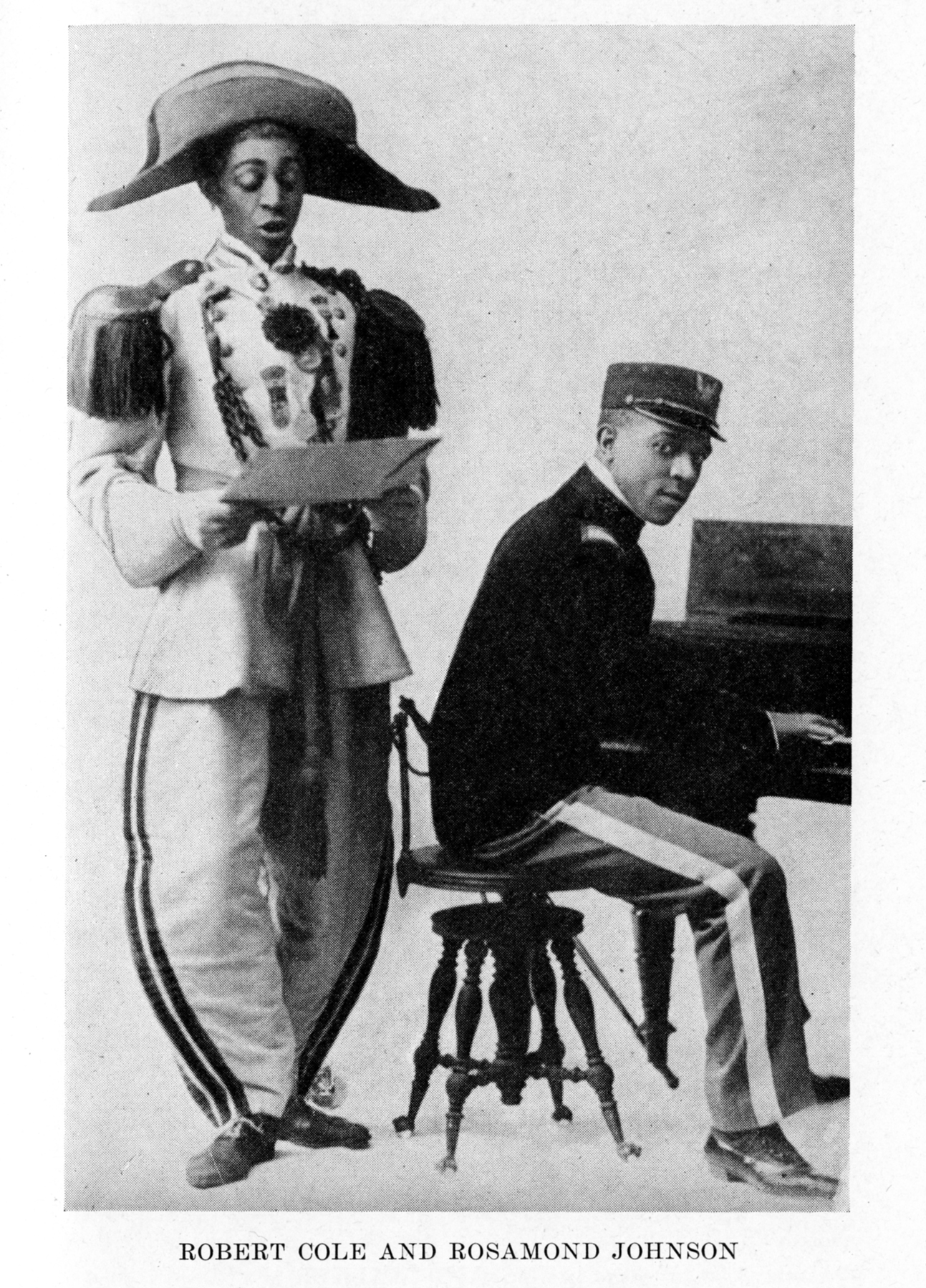
Robert Cole e Rosamond Johnson

Nel 1902, Cole ottenne il massimo successo finanziario e scrisse l'articolo The Negro and the Stage per il The Colored American Magazine. In esso, rivelò le sue preoccupazioni per le immagini paralizzanti poste sugli artisti afroamericani; per esempio, criticò l'uso dei cattivi afroamericani nell'intrattenimento nero, perché li sminuiva e alimentava lo stereotipo razzista del violento uomo di colore. Denunciò anche gli adattamenti de La capanna dello zio Tom che utilizzavano stereotipi afroamericani.
Sebbene avesse criticato l'uso convenzionale dell'uomo nero aggressivo nella maggior parte dell'intrattenimento nero, sostenendo che imponeva un'immagine poco rispettabile agli stessi attori neri, concluse l'articolo immaginando un futuro luminoso per gli artisti neri, dove stereotipi e razzismo avrebbero dovuto essere annullati e gli afroamericani avrebbero rivoluzionato il mondo dello spettacolo.
Cole fu una figura rivoluzionaria che contribuì al movimento eliminando le caratterizzazioni sociali degradanti dell'artista nero, costringendo così il percorso dell'intrattenimento nero verso un futuro più rispettabile e dignitoso.